# Tri tenora
Tri tenora je skupina opernih pjevača koji su nastupali i održavali koncerte 1990-ih i ranim godinama novog milenija. Sastav su sačinjavali Luciano Pavarotti, José Carreras i Plácido Domingo. Trio je započeo svoje nastupe previjencem u Caracalla kupalištima u Rimu na večer finala Svjetskog prvenstva u nogometu 1990. godine 7. Srpnja 1990. sa Zubinom Mehtom koji je dirigirao orkestrom Orchestra del Maggio Musicale Fiorentino i Orchestra del Teatro dell'Opera di Roma.
Poznati trojac pjevao je i u Los Angelesu na finalu Svjetskog nogometnog prvenstva 1994. godine, na Champ de Marsu, pod Eiffelovim tornjem za vrijeme Svjetskog nogometnog prvenstva 1998. godine u Francuskoj i 2002. u Yokohami također za vrijeme Svjetskog nogometnog prvenstva u Japanu i Južnoj Koreji.
Koncerti su postigli veliki komercijalni uspjeh i postigli su seriju najprodavanijih albuma uključujući album Carreras - Domingo - Pavarotti: koncert tri tenora koji drži rekord najprodavanijeg albuma klasične glazbe i upisan je u Guinnessovu knjigu rekorda, zatim album Tri tenora na koncertu 1994., Tri tenora: Pariz 1998., Najbolja tri tenora i Tri tenora: Božić.